# 天主教基切教區
天主教基切教區（拉丁語：Dioecesis Quicensis）是瓜地馬拉一個羅馬天主教教區，屬洛斯阿爾托斯、克薩爾特南戈-托托尼卡潘總教區。
教區成立於1996年4月27日，位於基切省。教座位於基切省聖克魯斯。2010年有教友503,000人（佔轄區總人口70.4%）、廿六個堂區、卅四名司鐸。現任教區主教為羅索里諾·比斯凱諾·博費利。